# Goirkestraat

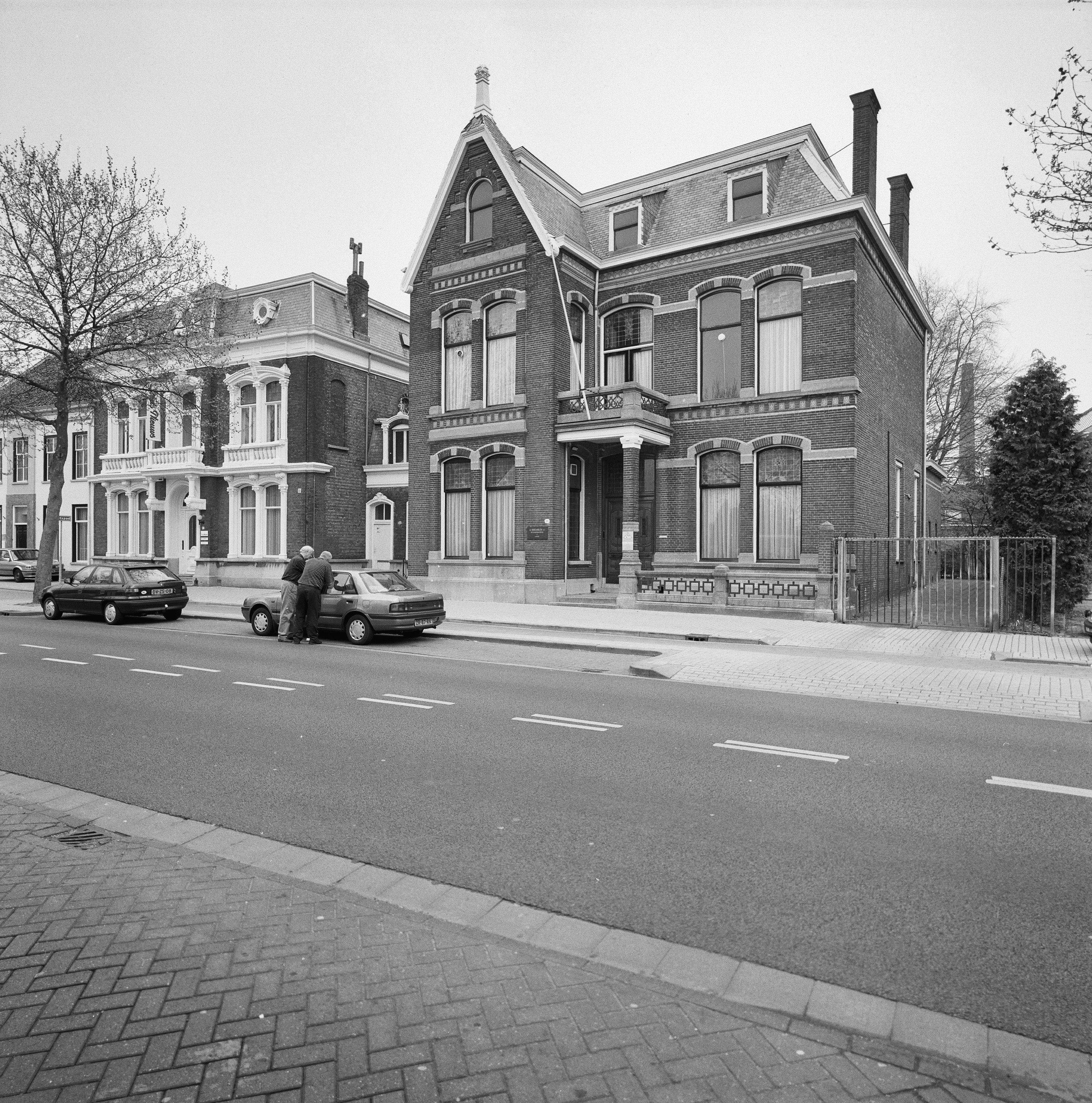
Fabrikantenwoningen in de Goirkestraat, Rijksdienst voor het Cultureel Erfgoed, 1996

De monumentale Goirkestraat in Tilburg, stadsdeel Oud-Noord, vormt de verbinding tussen de voormalige herdgangen Julianapark en Wilhelminpark.

## Referentie
1. ↑  R. Peeters (1987), “De straten van Tilburg”, Tilburg: Boekhandel Gianotten B.V.

Noord-Brabant: Steden en dorpen      Nederland: Provincies · Gemeenten